# Majjigenahalli, Bhadravati
Majjigenahalli là một làng thuộc tehsil Bhadravati, huyện Shimoga, bang Karnataka, Ấn Độ.